# Roncus grafittii
Roncus grafittii är en spindeldjursart som beskrevs av Giulio Gardini 1982. Roncus grafittii ingår i släktet Roncus och familjen helplåtklokrypare. Inga underarter finns listade i Catalogue of Life.